# Артър Едуард Уейт
Артър Едуард Уейт (на английски: Arthur Edward Waite) е британски поет, преводач и учен мистик, който пише много по окултни и езотерични въпроси. Той е първият, който се опитва да систематично изучава историята на западния окултизъм – разглеждан като духовна традиция, а не като аспект на протонауката. Съ-създател е на колодата карти таро Райдър-Уейт (наричана още Райдър-Уейт-Смит или тесте на Уейт-Смит).

## Биография и творчество
Артър Едуард Уейт е роден на 2 октомври 1857 г. в Бруклин, Ню Йорк, САЩ, в семейството на неженени родители. Баща му, капитан Чарлз Ф. Уейт, умира в морето, когато Артър е много малък, а овдовялата му майка Ема Ловел се завръща в родната си Англия, където той е отгледан. През 1863 г. майка му приема католицизма и той е възпитан като католик. Учи в малко частно училище в Северен Лондон. На 13-годишна възраст учи два семестра в колежа „Сейнт Чарлз“. Напуска училище и става чиновник, а в свободното си време пише стихове.
Когато сестра му Фредерика умира през 1874 г. той се насочва към психически изследвания. На 21 години започва да чете редовно в библиотеката на Британския музей, изучавайки много клонове на езотеризма, а през 1881 г. се запознава с трудовете на Елифас Леви. През януари 1891 г. се присъединява към Външния орден на Херметическия орден на Златната зора с посредничеството на хомеопата и окултист Едмънд Уилям Беридж. През 1893 г. се оттегля, а през 1896 г. отново се присъединява към Външния орден. В периода 1900 – 1909 г. работи като мениджър за производителя на малцово мляко „Хорлик“. Става масон през 1901 г. и през 1902 г. влиза в обшеството на английските розенкройцери. През 1903 г. основава независим орден, който е разпуснат през 1914 г. През юли 1915 г. Уейт сформира Братството на Розовия кръст, като разклонение от оригиналната Златна зора. Уейт се интересува от по-високите степени на масонството и се включва и в Ордена на тамплиерите.
Като езотерик пише много произведения и изследвания по темата, които са приети в езотеричните кръгове на неговото време, но липсата му на академично обучение се вижда в ограниченията му като историк и в омаловажаването му на други автори. Пише по различни теми, включително гадаене, езотеризъм, масонство и церемониална магия, кабализъм и алхимия, и превежда и преиздава няколко мистични произведения. Пише и редактира поезия, и е автор на два алегорични фантастични романа.
Като автор е най-известен с участието си в създаването на таро колодата Райдър-Уейт, публикувана за първи път през 1910 г., с илюстрации от Памела Колман Смит. Той е автор на придружаващия том към тестето, издаден отделно и през 1911 г. като „Картинен ключ към Таро“, като ръководство за четене на Таро. В книгата са дадени някои основни начини за гледане с картите Таро, както и предсказателното значение на всяка карта. Колодата таро Райдър-Уейт е забележителна с това, че са илюстрирани изцяло всичките 78 карти, във време, когато обикновено се илюстрират само 22-те карти на Големите Аркани. Колодата Райдър-Уейт оказва голямо влияние върху съвременното окултно таро.
През 1888 г. жени за Ада Лейкман, с която имат една дъщеря, Сибил. Съпругата му умира 1924 г. През 1933 г. Уейт се жени за Мери Скофийлд.
Артър Едуард Уейт умира на 19 май 1942 г. в Лондон, Англия.

## Произведения
- Israfel: Letters, Visions and Poems (1886)[1]
- The Mysteries of Magic: A Digest of the Writings of Eliphas Levi (1886)
- The Real History of the Rosicrucians (1887)
- Alchemists Through the Ages (1888)
- Lives of Alchemystical Philosophers (1888)
- Prince Starbeam (1889) – фантастичен роман
- The Occult Sciences: A Compendium of Transcendental Doctrine and Experiment (1891)
- The Alchemical Writings of Edward Kelly (1893)
- The Quest of the Golden Stairs (1893) – фантастичен роман
- Devil-Worship in France (1896)
- The Book of Black Magic and of Pacts (1898)
- The Hidden Church of the Holy Grail (1909)
- Steps to the Crown (1910)
- The Pictorial Key to the Tarot (1911)
Картинен ключ към Таро, изд. „Аратрон“ (1995), прев. Ваня Игнатова
- The Secret Tradition in Freemasonry (1911)
- The Book of Destiny and The Art of Reading Therein (1912)
- The Book of Ceremonial Magic (1913)
- The Secret Doctrine in Israel A Study of the Zohar and Its Connections (1913)
- The collected poems of Arthur Edward Waite (1914)
- The Unknown Philosopher The Life of Louis Claude de Saint-Martin and the Substance of His Transcendental Doctrine (1916)
- A New Encyclopedia of Freemasonry (1921)
- Saint-Martin: The French Mystic and the Story of Modern Martinism (1922)
- The Brotherhood of the Rosy Cross: Being Records of the House of the Holy Spirit in its Inward and Outward History (1924)
- Emblematic Freemasonry and the Evolution of its Deeper Issues (1925)
- The Secret Tradition in Alchemy: Its Development and Records (1926)
- The Holy Kabbalah (1929)
- The Holy Grail, Its Legends and Symbolism (1933)
- Shadows of Life and Thought: A Retrospective Review in the Form of Memoirs (1938) – мемоари